# Kate Bosworth
Catherine Ann Bosworth (Los Angeles, Califórnia, 2 de janeiro de 1983), é uma atriz norte-americana.
Após ter aparecido no filme O Encantador de Cavalos, de 1998, Bosworth se tornou conhecida por sua participação no filme A Onda dos Sonhos, e desde então tem tido papéis de destaque nos mais variados filmes, inclusive em Superman - O Retorno, onde interpretou Lois Lane.

## Biografia
Kate Bosworth nasceu na cidade de Los Angeles, Califórnia. É filha de Hal Bosworth, um executivo, e de Patricia Potter, dona-de-casa. Ela nasceu possuindo heterocromia, uma condição ocular que faz com que uma íris possua uma cor diferente da outra, ou, no caso de Kate, que parte de uma íris seja de cor destoante do restante. 
Graças ao emprego de seu pai, um executivo da empresa têxtil Talbolts, a família Bosworth mudava-se constantemente. Entretanto, após passar um longo período cruzando a Costa Leste dos Estados Unidos, Bosworth viria a passar boa parte de sua juventude nas cidades de Darien, Connecticut e Cohasset, Massachusetts. Graças às constantes mudanças, Kate era sempre vista como "a novata", e a própria se descreve como sendo "tímida" e pouco popular durante o período em que esteve no colégio.
Essa dor que sinto em meu coração é como quando eu andava pelo refeitório, com minha bandeja, e não via lugar nenhum pra sentar.
Durante o período em que estudou no colégio Cohasset - do qual viria se formar em 2001 - Bosworth aprendeu a falar espanhol, foi membro da National Honor Society e foi uma das jogadoras do time de futebol e de lacrosse. Entretanto, seu maior interesse era prosseguir numa carreira profissional como amazona, tanto que, aos quatorze anos, já havia ganho diversos campeonatos. 

### Carreira artística
Após comparecer a uma seleção de elenco em Nova Iorque, Bosworth acabou sendo selecionada para seu primeiro papel no cinema - "Judith", coadjuvante do filme The Horse Whisperer.
A sua seleção para o papel se deu por causa da necessidade dos produtores de uma pessoa que já tivesse experiência em montar cavalos - Bosworth, sendo uma amazona, destacou-se entre as concorrentes.  Consequentemente, ela viria a ter um papel menor no filme de 2000 Duelo de Titãs. No ano seguinte, Bosworth se mudaria para Los Angeles, na esperança de ter maior facilidade na hora de comparecer à audições e obter novos - e melhores - papéis em filmes.
Em 2002, receberia seu primeiro papel como protagonista no filme A Onda dos Sonhos, que tinha como tema central o surfe. O filme recebeu críticas positivas e foi razoavelmente bem-sucedido nas bilheterias, tendo obtido uma bilheteria de cerca de US$40 milhões nos Estados Unidos, e permitindo que Bosworth se tornasse mais conhecida do grande público.
Entre os anos de 2002 e 2005, Bosworth viria a aparecer em vários filmes de destaque. Interpretou a atriz Sandra Dee no filme Bobby Darin - O Amor é Eterno, além de ter sido a protagonista de Win a Date with Tad Hamilton!, ao lado de Josh Duhamel (da série de televisão Las Vegas). Bosworth interpretaria também Chalie, uma garota adepta do Hare Krishna na adaptação cinematográfica do aclamado livre da autora Myla Goldberg, Bee Season, que trata de uma família judia disfuncional.
Em 2015 participou do filme A Vida Por Um Fio interpretando Bailey com John Travolta. História baseada em fatos reais.
Além destes trabalhos, ela estrelou diversos anúncios publicitários da companhia Revlon e chegou a figurar na lista da "100 Mulheres mais Sexys do Mundo", promovida pela revista FHM, no ano de 2005. Por dois anos seguidos, ela apareceu na "Hot 100", lista similar da revista Maxim - Em 2005, ficou em 38o lugar, e em 2006, em 8º. 2006. Numa lista promovida pelo canal E! em 2006, sobre as "Garotas do Verão".
Em 2005, Bosworth foi escolhida para interpretar a repórter Lois Lane no filme Superman - O Retorno, graças a uma sugestão do ator Kevin Spacey, com quem ela havia trabalhado recentemente em Beyond the Sea, do diretor Bryan Singer.  Bosworth hesitou inicialmente em aceitar o papel, em parte pela natureza "icônica" do papel, e das possíveis reações negativas por parte dos fãs da personagem. Mas, embora temorosa em ficar marcada pelo papel, acabou aceitando-o eventualmente.  O filme foi lançado, nos Estados Unidos em 28 de Junho de 2006, e a atriz já assinou contrato para participar de possíveis sequências. 
A própria atriz se descreve como "insegura" e já declarou que ainda está aprendendo e amadurecendo como atriz. 
Seu próximo filme será Seasons of Dust, uma produção independente ambientada durante o período da Grande Depressão Americana, na qual ela atuará ao lado de seu ex-namorado, o também ator Orlando Bloom. O filme será dirigido por Tim Blake Nelson e será filmado no Novo México e Oklahoma.

### Vida pessoal
Bosworth chegou a ser admitida na Universidade de Princeton no ano de 2000, mas nunca chegou a comparecer a nenhum curso.
Durante o período em que participou da curta série de televisão Young Americans, a atriz conheceu Matt Czuchry, com quem acabou tendo um duradouro relacionamento. Posteriormente, namorou o ator Orlando Bloom - os dois se conhecerem nos arredores de uma cafeteria, e foram apresentados posteriormente por um amigo em comum, antes de se reencontrarem durante a estreia do filme O Senhor dos Anéis: As Duas Torres. O casal se separou em 2005 e retomaria o relacionamento pouco depois, mas em 2006 terminaram novamente.
Foi casada com Michael Polish, separaram-se em 2021.
A atriz possui três bichos de estimação: dois gatos, Louise and Dusty, e uma cadela chamada Lila, que adotou durante um período de férias que passou no Marrocos. E, embora possua como hobby a equitação, ela se diz incapaz de praticá-lo, devidos aos riscos de acidentes e as consequências que isso teria sob sua carreira. 

### Curiosidades
- Ela é voluntária no Appalachia Service Project. Uma entidade cristã que consiste em ajudar famílias a reconstruírem suas casas, principalmente nos Estados da Virginia, Kentucky e Tennessee.
- Seu olho esquerdo é azul, enquanto o direito é marrom. Esta característica é chamada heterocromia, mas no caso de Kate, é uma heterocromia sectorial, porque o olho "marrom", na verdade é azul com um pouco de marrom, mas isso não traz nenhum mal para a saúde da atriz.
- Kate diz ser insegura e isso é herança de uma infância instável. Por causa das constantes mudanças de sua família, era sempre a garota nova da escola, por isso sempre foi muito tímida. A bela afirma que se lembra de andar com a bandeja de almoço e não ter onde nem com quem sentar.
- Antes de Orlando Bloom, a bela namorou Ian Somerhalder, que conheceu durante as filmagens da série de TV Young Americans. Seu primeiro encontro com Bloom foi do lado de fora de uma cafeteria, mas só foi apresentada na pré-estreia de O Senhor dos Anéis: As Duas Torres. O relacionamento acabou em setembro de 2006. Em 2009, Kate namorou o ator da série True Blood, Alexander Skarsgard; o relacionamento durou até o julho de 2011.
- Profissionalmente, Kate transformou sua insegurança em maturidade ao longo de sua carreira. Tanto que ao ser escolhida para interpretar Lois Lane em Superman – O Retorno, disse estar pronta e com uma carreira sólida.
- Kevin Spacey trabalhou ao lado da atriz em Uma Vida sem Limites (2004). Ele gostou tanto de Kate, que a indicou para o papel de Louis Lane no blockbuster Superman – O Retorno, e também trabalharam juntos no filme "Quebrando a Banca" (21), em 2008.

## Filmografia
| Ano  | Título                        | Papel                         | Observações                |
| 2016 | O Sono da Morte               | Jessie                        |                            |
| 2015 | 90 Minutes in Heaven          | Eva                           |                            |
| 2014 | Still Alice                   | primogênita de Alice Howlland |                            |
| 2013 | Homefront (Linha de Frente)   | Cassie Bodine Klum            |                            |
| 2012 | Enquanto Houver Amor          | Jane                          | Papel Principal            |
| 2011 | Straw Dogs                    | Amy Sumner                    |                            |
| 2010 | Lost Girls and Love Hotels    | Margaret                      |                            |
| 2010 | The Warrior's Way             | Lynne                         |                            |
| 2008 | Quebrando a Banca             | Jill Taylor                   |                            |
| 2007 | Seasons of Dust               | Janei                         |                            |
| 2006 | Superman - O Retorno          | Lois Lane                     |                            |
| 2005 | Bee Season                    | Chali                         |                            |
| 2004 | Bobby Darin - O Amor é Eterno | Sandra Dee                    |                            |
| 2004 | Win a Date with Tad Hamilton! | Rosalee Futch                 |                            |
| 2003 | Advantage Hart                | Trinity Montage               | Curta-metragem             |
| 2003 | Crimes em Wonderland          | Dawn Schiller                 |                            |
| 2002 | As Regras da Atracção         | Kelly                         |                            |
| 2002 | A Onda dos Sonhos             | Anne Marie Chadwick           |                            |
| 2000 | Duelo de Titãs                | Emma Hoyt                     |                            |
| 2000 | The Newcomers                 | Courtney Docherty             | lançado diretamente em DVD |
| 1998 | O Encantador de Cavalos       | Judith                        |                            |

Além destes filmes, Bosworth participou do piloto da malsucedida série de televisão Young Americans e dublou Lois Lane no vindouro videogame baseado no filme Superman Returns.